# Oskar Deecke
Oskar Deecke (ur. 16 maja 1986) – niemiecki hokeista na trawie. Złoty medalista olimpijski z Londynu.
Występuje w ataku. W reprezentacji Niemiec debiutował w 2005. W 2010 zajął drugie miejsce na mistrzostwach świata.Triumfował w mistrzostwach Europy w 2011 i był drugi w 2009. Zwyciężał w halowych mistrzostwach świata w 2007 oraz w 2011, a także w halowych mistrzostwach Europy w 2012. W kadrze rozegrał 100 spotkań i strzelił 23 bramki. Dodatkowo w hali grał w barwach Niemiec 24 razy (31 trafień). Wcześniej występował w kadrach juniorskich i młodzieżowych.